# Tritaeniopteron tetraspilotum
Tritaeniopteron tetraspilotum är en tvåvingeart som beskrevs av Hardy 1973. Tritaeniopteron tetraspilotum ingår i släktet Tritaeniopteron och familjen borrflugor.
Artens utbredningsområde är Thailand. Inga underarter finns listade i Catalogue of Life.